# Krevo-unionen
I snæver forstand er Krevo-unionen eller Krevo-traktaten (også kaldet Unionen i Kreva eller Kreva-traktaten) en ægtepagt indgået på borgen Kreva i Hviderusland (dengang Rutenien) den 14. august 1385 af storfyrsten af Litauen Jogaila som forudsætning for indgåelse af ægteskab med den mindreårige regerende dronning Jadwiga af Polen. Aftalen er af meget begrænset omfang, og i historieskrivningen dækker udtrykket "Krevo-unionen" ofte ikke kun over dette bestemte dokument, men også de øvrige begivenheder i Polen og Litauen 1385-1386, som førte til foreningen af de to lande. Dvs. forhandlingerne i 1385, da Jogaila konverterede til kristendommen og blev gift med Jadwiga, og hans kroning til konge af Polen i 1386. Foreningen af de to kroner var et afgørende øjeblik i både Polens historie og Litauens historie, da personalunionen markerede begyndelsen til fire århundreders fælles historie mellem de to nationer. I 1569 voksede der med den polsk-litauiske realunion en ny stat frem Polen-Litauen, der bestod indtil Polens tredje deling i 1795.

## Baggrund

### Situationen i Polen
Ludvig I af Ungarn og Polen døde den 13. september 1382. Da han kun havde to overlevende døtre, Maria (født ca. 1371) og Jadwiga (født ca. 1373), stod Polen stod over for en successionskrise. Kandidaterne til tronen omfattede Marias forlovede Sigismund af Luxembourg, Siemowit IV, hertug af Masovien og Władysław Opolczyk. Maria og hendes forlovede blev afvist af de polske adelsmænd, som ikke ønskede at fortsætte personalunionen med Kongeriget Ungarn. De polske adelige stredes med hinanden, og en kort borgerkrig brød ud i Storpolen. Til sidst - efter lange forhandlinger med Jadwiga mor Elisabeth af Bosnien, der var regent i Ungarn - ankom Jadwiga til Kraków og blev kronet som konge af Polen (ikke som dronning af Polen for at understrege sin rettigheder til tronen) den 15. oktober 1384. Den nye monark havde stadig behov for en passende mand. Hun blev trolovet med Vilhelm af Østrig, der i sommeren 1385 rejste til Polen i et forsøg på at fuldbyrde det foreslåede ægteskab og præsentere et modstanderne af østrigsk indflydelse for et fait accompli. Det lykkedes ham at nå til kongeborgen Wawel, men han blev fjernet med magt af polske adelsmænd. Det er uklart, om det lykkedes ham at fuldbyrde ægteskabet, men forudindtagede østrigske kilder fortsatte med at beskylde Jadwiga for bigami. Højadelige fra Lillepolen - herunder Spytek af Melsztyn, Jan Tarnów og Jan Tęczyński - foreslog Jadwiga gift med Jogaila, storfyrste af Litauen.

### Situationen i Litauen
Storfyrst Algirdas døde i 1377 og efterlod tronen til sin søn Jogaila. Han arvede en stor stat beboet af hedenske litauere og ortodokse fra Rutenien. I de foregående hundrede år havde litauerne forsvaret sig mod Den Tyske Orden, en korsfarerorden dedikeret til konvertering af Storfyrstendømmet til katolicismen. Jogaila forstod, at omvendelsen var uundgåelig og søgte efter de bedste muligheder. Dubysa-traktaten af 1382 med ridderne omfattede bestemmelser for Jogailas omvendelse inden for fire år Imidlertid blev traktaten aldrig ratificeret af Litauen. Accept af kristendommen fra en mangeårig fjende var farligt, upopulært og kunne skubbe Litauen ind i afhængighed af ridderne. I 1384 udforskede Jogaila en anden mulighed, fremsat af Storfyrstendømmet Moskva og formidlet af hans ortodokse mor Uliana af Tver: Konvertering til ortodoksi og giftermål med Sofia, datter af Dmitrij Donskoj af Moskva. Men for middelalderens katolikker var ortodokse ikke stort bedre end hedninge. Derfor ville en sådan konvertering ikke beskytte landet mod de tyske angreb. Den tredje mulighed, der blev forelagt af polske adelige, var foreningen med det katolske Polen via en personalunion, hvorved Litauen undgik de store faldgruber i både det tyske og moskovitiske forslag.

## Krevo-unionen

### Forhandlingerne
Forholdet mellem Polen og Litauen var ikke særlig venligt. De to stater havde dog været allierede før, da Jogailas tante Aldona af Litauen var dronning af Polen mellem 1325 og 1339. Polen og Litauen kæmpede derefter mod hinanden i den årtier lange Galizien-Volhynien krig, men samfundseliten i begge riger så også muligheder for i fællesskab at genvinde landområder tabt til Ungarn og betragtede Den Tyske Orden som en fælles fjende. Det er ukendt, hvem der foreslog Jogaila som den rette for Jadwiga og hvornår det skete. Meget tyder imidlertid på, at planlægningen og forhandlingerne kan være begyndt så tidligt som 1383. For eksempel angreb Jogaila Siemowit IV, hertug af Masovien, da han fremsatte krav på den polske trone. Litauiske udsendinge deltog i Jadwigas kroning i efteråret 1384, og på dette tidspunkt blev Jogailas kandidatur almindeligt kendt.
I midten af 1385, sendte Jogaila en officiel delegation til Polen. Den omfattede hans bror Skirgaila, hertug Boris (muligvis hans fætter og søn af Karijotas), og købmanden Hanul. Hanul hjalp Jogaila med at generobre Vilnius under den Litauiske borgerkrig (1381-1384) og repræsenterede interesserne hos storkøbmændene, der så et stort handelspotentiale mellem Polen og Litauen. Repræsentanterne mødte først op hos de polske adelsmænd i Krakow og derefter hos Jadwigas mor dronning Elisabeth af Ungarn i Buda. En polsk delegation - to af Elisabeths udsendinge og tre polske adelsmænd - blev sendt til Litauen. Ved den litauiske delegations tilbagekomst fik Jogaila skriftligt bekræftet alle de løfter, der var foretaget på hans vegne i Polen. Denne bekræftelse er i dag er kendt som Krevo-unionen.

### Indhold
Det 560 ord lange dokument er rettet til dronning Elisabeth og den polske delegation. Jogaila beskrev kort den litauiske delegations mission, og til gengæld for ægteskabet med Jadwiga, blev de polske og litauiske forhandlere enige om følgende:
- Kristning af Litauen: Konvertering af den hedenske Jogaila, alle litauiske adelige og alle hedenske litauere til den katolicismen.
- Betaling af erstatning på 200.000 floriner til Vilhelm, hertug af Østrig for opsigelse af trolovelsen mellem Jadwiga og Vilhelm.
- Tilbageivelse af alle landområder tabt i krig til Polen. Dette gælder især for de områder i Røde Rutenien, som af Ludvig I af Ungarn blev knyttet til Kongeriget Ungarn.
- Frigivelse af alle kristne krigsfanger som blev holdt fangne af litauerne.
- "Fastgørelse" (latin:applicare) af Litauen og Rutenien til kongeriget Polen.

Dokumentet var garanteret af seglene fra Jogailas brødre Skirgaila, Kaributas, Lengvenis og deres fætter Vytautas. Fordi dokumentets indhold kun er garanteret af den ene part, har den litauiske historiker Jurate Kiaupienė konkluderet, at foreningen ikke kunne have været en afsluttende international traktat, og at der burde have været et andet dokument til at færdiggøre aftalen.

## Konsekvenser

### Ægteskab og konvertering af Litauen
Den 11. januar 1386 mødte en polsk delegation Jogaila i Vawkavysk. De præsenterede ham for en forud for kongevalget indgået pagt og erklærede, at den polske adel var enige om at vælge ham som deres nye konge. Valget blev afholdt den 1. februar i Lublin Den 12. februar ankom Jogaila og hans slægtninge til Kraków. Tre dage senere blev de døbt af biskop Bodzanta af Gniezno, i Wawel-katedralen. Jogailas nye døbenavn Wladislaus blev valgt til ære for Jadwigas oldefar kong Władysław, den næstsidste Piaster. Jogaila blev gift med Jadwiga den 18. februar og blev kronet jure uxoris som konge af Polen den 4. marts. Vilhelm af Østrig og Den Tyske Orden hævdede, at ægteskabet ikke var bekræftet af pave Urban VI (1378-1389), men hans efterfølger Bonifacius IX (1389-1404) erklærede det lovformeligt.
Umiddelbart efter ægteskabet og kroningen marcherede Jadwigas og Vytautas hære til Galizien, hvor de besejrede ungarske styrker og sikrede sig 97.000 km2 i det vestlige Podolien. Jogailas ældste bror Andrej af Polotsk, benyttede hans fravær til at forny kampen om tronen i Litauen. Andrej angreb sydøst for Polotsk, mens hans allierede i Den Liviske Orden angreb selve fyrstendømmet Litauen og Svjatoslav af Smolensk angreb Mstsislaw. Oprøret blev dog hurtigt kvalt.
Ved udgangen af 1386 vendte Jogaila tilbage til Vilnius for at fuldføre sit andet løfte - at konvertere Storfyrstendømmet til katolicismen. Han medbragte nogle præster, der etablerede de første syv sogne, og ifølge Jan Długosz oversatte han selv personligt Fadervor og den apostolske trosbekendelse til litauisk. Nyomvendte blev døbt i massevis efter meget lidt undervisning og blev derefter tildelt uldskjorter som belønning. Den hast, kristningen skete med, blev senere kritiseret af Konstanzkoncilet. Den 17. februar 1387 dekreterede Jogaila, at han ville bygge Vilnius-katedralen og androg Paven om at etablere Vilnius stift, som han belønnede med jordbesiddelser i Tauragnai, Labanoras og Moletai. To andre privilegier, udstedt den 20. februar og 4. marts 1387, tildelte adelige, der ville konvertere til kristendommen, nye rettigheder og tildelte Magdeburg rettigheder til Vilnius. Dette fungerede ikke alene som et incitament til konvertering, men udlignede også forskellene mellem adelens rettigheder i Polen og Litauen.

### Polsk-litauiske personalunion
Jogaila efterlod sin bror Skirgaila som regent i Litauen. Han viste sig at være upopulær, og den litauiske adel brød sig ikke om den voksende polske indflydelse i statens styre. Vytautas benyttede lejligheden til at forny sin kamp for magten, og den Litauiske borgerkrig (1389-1392) brød ud. Dette blev løst med Ostrów-aftalen - Vytautas blev storfyrste af Litauen, mens Jogaila beholdt rettighederne som overherre. Vytautas førte uafhængig indenrigspolitik og udenrigspolitik, men samarbejdede med Jogaila. Et berømt eksempel på det polsk-litauiske samarbejde var den afgørende sejr i Slaget ved Grunwald (1410) mod Den Tyske Orden. De polsk-litauiske forbindelser og Vytautas uafhængighed blev formaliseret med Unionen mellem Vilnius og Radom (1401) og Horodło-unionen (1413). Således bevarede storfyrstendømmet Litauen sin suverænitet. Først Lublinunionen (1569) skabte en permanent union mellem Kongeriget Polen og Storfyrstendømmet Litauen, hvorefter forbundsstaten Polen-Litauen (Den polsk-litauiske realunion) blev etableret. Endelig erklærede forfatningen af 3. maj 1791, at begge stater var en enhed, om end dette blev opsagt med ændringsforslaget af 20. oktober (Gensidig Garanti for To Nationer). I 1793-1795 blev de to lande adskilt ved Polens 2. og 3. deling, hvorefter de tilbragte næsten hele det 19. århundrede under Rusland som administrativt adskilte provinser. Efter 1. verdenskrig opnåede begge lande uafhængighed, og siden da har de ikke været del af den samme stat.

## Historiografi
Indtil opdagelsen af det originale dokument i 1835 i et register i arkiverne hos Krakows domkapitel var Krevo-unionen ukendt, for normalt blev vigtige statslige dokumenter arkiveret i kronarkivet. Det blev heller ikke omtalt i nogen samtidige dokumenter eller citeret af middelalderlige historikere; ingen krøniker eller andre skriftlige kilder fra perioden nævner mødet i Kreva i august 1385. Dette fik i 1975 den litauisk-amerikanske advokat Jonas Dainauskas til at sætte spørgsmålstegn ved dokumentets autenticitet. Men hans påstande har fået meget lidt videnskabelig støtte.

### Applicare
Ordet applicare, der beskriver det fremtidige forhold mellem Polen og Litauen, er det som har skabt mest polemik og akademisk debat. Det latinske udtryk har ikke nogen juridisk definition og er muligvis blevet bevidst valgt for sin vaghed. Udtrykket er underlagt omfattende fortolkninger, der kan opdeles i tre hovedkategorier:
- Litauen ophørte med at eksistere som en suveræn stat og blev en provins i Polen. Denne fortolkning blev forsvaret af de polske historikere Feliks Koneczny (1862-1949), Anatol Lewicki (1841-1899), Henryk Łowmiański (1898-1984) og Ludwik Kolankowski (1882-1956). Dette synspunkt blev for nylig nyfortolket af Oskar Halecki (1891-1973), der hævdede, at Litauen blev inkorporeret i Polen fra 1386 til 1401, og derefter blev Polens len til 1440.
- Litauen blev et len under Polen. Dette synspunkt blev fremlagt af Jan Adamus (1896-1962) i 1932 og støttet af Henryk Paszkiewicz (1897-1979) og i nogen grad af Oskar Halecki. Deres hovedargumenter var, at i virkeligheden kunne sådan en stor stat ikke pludselig blive en provins, og at Storfyrstendømmet reelt bevarede de fleste af de elementer, der kendetegner et suverænt land.
- Litauen og Polen blev forenet i en personalunion. Dette synspunkt blev fremsat af de litauiske historikere Adolfas Šapoka (1906-1961) og Zenonas Ivinskis (1908-1971). De hævdede, at Polen og Litauen udelukkende blev forenet af en fælles monark.